# Depok (Sleman)
Depok ist ein Distrikt (Kecamatan) im Regierungsbezirks (Kabupaten) Sleman der Sonderregion Yogyakarta im Süden der Insel Java. Der Kecamatan liegt im  Süden des Kabupaten und grenzt im Norden an Ngaglik und Ngemplak, im Osten an Kalasan, im Südosten an Berbah, im Süden an Banguntapan (Kab. Bantul), im Südwesten an Gondokusuman (Kota Yogyakarta) und im Westen an Mlati. Ende 2021 zählte der Distrikt 123.886 Einwohner auf 35,57 km² Fläche.

## Verwaltungsgliederung
Der Kecamatan (auch Kapanewon genannt) gliedert sich in drei ländliche Dörfer (Desa, auch Kalurahan genannt):
| PUM-Code 1    | Desa         | Fläche (km²) | Bevölkerung zur Volkszählung 2 | Bevölkerung zur Volkszählung 2 | Bevölkerung zur Volkszählung 2 | Bevölkerung zur Volkszählung 2 | Bevölkerung zur Volkszählung 2 | Bevölkerung zur Volkszählung 2 | Padu- kuhan 4 | RW/ RT 5 |
| PUM-Code 1    | Desa         | Fläche (km²) | 002000                         | 002010                         | Männer                         | Frauen                         | 2020                           | Dichte 3                       | Padu- kuhan 4 | RW/ RT 5 |
| ------------- | ------------ | ------------ | ------------------------------ | ------------------------------ | ------------------------------ | ------------------------------ | ------------------------------ | ------------------------------ | ------------- | -------- |
| 34.04.07.2001 | Caturtunggal | 11,04        | 82.569                         | 82.210                         | 23.461                         | 24.307                         | 47.768                         | 4.326,8                        | 20            | 93/296   |
| 34.04.07.2002 | Maguwoharjo  | 15,01        | 30.572                         | 38.712                         | 18.503                         | 18.844                         | 37.347                         | 2.488,1                        | 20            | 71/200   |
| 34.04.07.2003 | Condongcatur | 9,50         | 45.113                         | 60.568                         | 23.055                         | 22.835                         | 45.890                         | 4.830,5                        | 18            | 64/211   |
| 34.04.07      | Kec. Depok   | 35,55        | 158.254                        | 181.490                        | 65.019                         | 65.986                         | 131.005                        | 3.685,1                        | 58            | 228/707  |

* Alternative Schreibweise einiger Dörfer (BPS): Catur Tunggal und Condong Catur.

## Demographie
Grobeinteilung der Bevölkerung nach Altersgruppen (zum Zensus 2020)
| Altersgruppen | 00Männer | 00Frauen | zusammen |
| ------------- | -------- | -------- | -------- |
| 0 – 14        | 13.067   | 12.582   | 25.649   |
| 15 – 64       | 46.999   | 47.451   | 94.450   |
| 65+           | 4.953    | 5.953    | 10.906   |
| gesamt        | 65.019   | 65.986   | 131.005  |
| anteilig (%)  |          |          |          |
| 0 – 14        | 20,10    | 19,07    | 19,58    |
| 15 – 64       | 72,29    | 71,91    | 72,10    |
| 65+           | 7,62     | 9,02     | 8,32     |

### Bevölkerungsentwicklung
In den Ergebnissen der sieben Volkszählungen seit 1961 ist folgende Entwicklung ersichtlich:
| Einheit/Jahr     | 1961         | 1971         | 1980         | 1990         | 2000         | 2010         | 2020         |
| ---------------- | ------------ | ------------ | ------------ | ------------ | ------------ | ------------ | ------------ |
| Kec. Depok       | 32.704       | 48.785       | 82.661       | 128.316      | 158.254      | 181.490      | 131.005      |
| Anteil in %      | 6,33         | 8,29         | 12,20        | 16,44        | 17,56        | 16,60        | 11,64        |
| Kab. Sleman      | 516.653      | 588.313      | 677.323      | 780.334      | 901.377      | 1.093.110    | 1.125.804    |
| Sonderregion DIY | 00 2.231.062 | 00 2.487.177 | 00 2.750.025 | 00 2.912.611 | 00 3.120.478 | 00 3.457.491 | 00 3.66.8719 |